# ベクター・ケースファイル 稲穂の昆虫記
『ベクター・ケースファイル 稲穂の昆虫記』は、原作：藤見泰高、作画：カミムラ晋作による日本の漫画作品。『チャンピオンRED』（秋田書店）にて、2006年9月号から2010年6月号にかけて連載された。昆虫類をテーマとしている。単行本は全10巻。

## 概要
昆虫に精通するちょっと変わった女子高生、榎稲穂（えのきいなほ）が、虫にまつわる事件を解決していく、一話完結型のストーリーである。前作『サイカチ 真夏の昆虫格闘記』（以下『サイカチ』）同様、原作者の昆虫に対する豊富な知識や愛情が反映された作りになっており、作品の設定やキャラクターは前作『サイカチ』と多く共有している。
作中で取り上げられる題材は昆虫だけでなく、クモ類や多足類などの節足動物全般、ヒルなどの環形動物、線虫など、日常生活で言うところの「虫」全般から果ては細菌や原生生物まで多岐に渡る。作中、稲穂はこれらを総称して「蟲」と表現することがある。また、虫を単体ではなく複数種を同時に扱った生態学的なテーマや酸性雨などの所謂「エコロジー」に関連するテーマなども題材として扱われる。

## キャラクター
声優については『チャンピオンRED』2008年5月号付録CDドラマより。
榎稲穂（えのき いなほ）
声：能登麻美子
身長174cm、体重57kg。スリーサイズ：B92 / W62 / H88cm。趣味は昆虫。
本作の主人公。前作『サイカチ』では、主人公の師匠として登場しており、そのイメージが強いため読者からはそのまま「師匠」の名で親しまれている。常に白衣を着た女子高生で、昆虫に精通している。交友関係が希薄でクールな印象を抱かせるが、実際は優しい性格。虫への愛情も強く、むやみやたらな駆除は出来るだけ避けている。当初は友人が少なかったが、現在は解決した事件などを通じて友人・知人が増えている。また、稲穂と接したことによって人生が好転した者も多い。
カブトムシやクワガタムシが好きで、よく集めている。そのため子供達からは一種の尊敬の念を受けており、「むしきんぐ」と呼ばれたりする。また学校ではその虫に関する博識さから、「博士」と呼ばれることが多い。
当初は唯一の友達のあずさを前作『サイカチ』に描かれている理由から、わざと間違った名前（あずき）で呼んでいる。
行方不明になった父親の消息を追っている。
言葉遣いは独特で、女性を「ご婦人」、子供達を「少年少女」といった風に呼んでいる。
身長174cmと体格は恵まれているが、スポーツオンチ。
かなり偏った味覚の持ち主で、冷やし中華にトマトケチャップ、タルト菓子にはお酢をかけて食べたりするので、あずさや八重子に「味覚異常者」と呼ばれている。
里美あずさ（さとみ あずさ）
声：下屋則子
身長165cm、体重51kg。スリーサイズ：B83 / W58 / H82cm。趣味はお菓子作り・テニス。
稲穂の友人で、しゃべり相手。当初は唯一の友人だった。
稲穂の昆虫好きを理解できる友人として、彼女を慰めることもある。明るい性格。
家は中華料理店「烈度亭」を経営しており、自身もメイド服を着て働いている。食中毒騒動の際に稲穂に助けられている。
テニス部に所属しており、稲穂の素質を見込んで練習をつけてやったが効果はさっぱりであった。
里美かりん（さとみ かりん）
声：望月久代
あずさの妹。小学5年生。弟のツヨシと共にやんちゃ。稲穂のことを「デカ女」呼ばわりした。
年齢の割にはグラマラスな肉体を持つ。
里美ツヨシ（さとみ ツヨシ）
声：井口裕香
あずさの弟。小学3年生。かりんと共にやんちゃだが、少し気弱で、勝気なかりんに振り回されているという感じが強い。
稲穂に少し憧れているようだ。
北村八重子（きたむら やえこ）
Act.5より登場。一人称は「僕」で、ショートカットにチョーカーという出で立ちのボーイッシュな女の子。
軽音楽部所属でギターを担当している。ライブでは猫耳と尻尾を付ける。稲穂には「やっこ」と呼ばれている。
幽霊などのホラー話にはめっぽう弱く、それが原因で耳に異音が聞こえた時、呪いのせいだと思い自殺までしようとしたが、稲穂によって助けられる。
この回以降、八重子も稲穂の友達として度々出てくるようになる。Act.1のあずさの言によると「稲穂の話し相手はあずさだけ」とのことだが、初登場の時も稲穂・あずさとお昼を食べていたので、前々から稲穂と友達同士だったということも考えられる。
麗紅蘭（れい こうらん）
身長177cm、体重60kg。スリーサイズ：B85 / W60 / H86cm。趣味はランボルギーニ。
大学生で中国からの留学生。稲穂の母が勤めるゼミの生徒でもある。学校とゼミでは主に植物学を中心に学び、日本に来てからは害虫退治の仕事を受けている。白蘭の姉で福建省出身。格闘技を身につけている。
故郷の果樹園が害虫被害で大打撃を受けたことから、害虫に対しては徹底的な駆除を主張するようになる。しかし、強力すぎる薬品による短期間での駆除方法をとりたがるため、害虫以外の益虫や周辺の自然環境にも大きな被害を与える。
妹と異なり、中国語のみで会話するため台詞は全て漢字である。
麗白蘭（れい ぱいらん）
身長132cm、体重28kg。スリーサイズ：B39 / W32 / H38cm。趣味は猫と戯れること。
高校1年生で中国からの留学生。紅蘭の妹で福建省出身。高校生にしては幼く見える。「～です」が口癖。
害虫に対しては姉同様に憎しみに近い感情を持ち、副作用を省みない強力すぎる駆除方法を主張する。
稲穂らと同じ華桜女子高校の1年クラスに転校してきた。
ニーナ=シュバルツ
高校1年生でドイツからの留学生。白蘭のクラスメート。
グリーンプラネットのメンバー。害虫を利用した重症者や死者が出るような嫌がらせ行為を好んで行っている。害虫はペットショップを経営する元暴力団組員から仕入れている。

## 主な舞台
華桜女子高等学校（かおうじょしこうとうがっこう）
稲穂やあずさ、白蘭らが通う学校。1年生クラスには同じ作者コンビによる別作品のメインキャラクターもいる。
グリーン・プラネット
世界中で活動している、ボランティアによる自然保護団体。しかし、動物や自然保護を名目にしているが過激な抗議活動をする団体として有名。対立する相手には武器による襲撃も辞さない。
本作中で名前や所属メンバーが何度か登場するが、それらのメンバーの多くが何がしかの犯罪行為に手を染めている。
稲穂を自分達の団体に引き入れようとするが、自然保護の観点や方法等で考えが大きく異なるため稲穂から拒否、警戒されている。
烈度亭（れっどてい）
あずさの家が経営する中華料理店。店で働いている時のあずさはメイド服姿。